# 泰國水晶航空
泰國水晶航空（泰文：คริสตัล ไทย แอร์ไลน์）是一家位於泰國的區域型小型航空公司，但該公司於2011年公司資金周轉不靈因此倒閉。該公司在結業前共營運了3個國際航點。

## 結業前航點
- 泰國
  - 曼谷-蘇凡納布國際機場 ~ 總部
- - 首爾-仁川國際機場
  - 務安-務安國際機場
- 斯里蘭卡
  - 可倫坡-班達拉奈克國際機場